# Зубовы
Зу́бовы — русский княжеский, графский и древний дворянский роды.
Род возвысился благодаря тому, что Платон Александрович Зубов стал последним фаворитом Екатерины II (1789). Его отец и братья, с нисходящим потомством, были возведены в графское Римской империи достоинство (1793). Сам фаворит был возведён в княжеское Римской империи достоинство с титулом светлости (1796).
Род графов и дворян Зубовых, владевший обширной Шавельской экономией на севере Литвы, внесён в VI часть родословной книги Вологодской, Нижегородской, Санкт-Петербургской и Ковенской губерний.
Существуют также шесть менее значительных дворянских родов Зубовых более позднего происхождения.

## Происхождение
Род Зубовых считал своим предком татарина Амрагана, баскака во Владимире, который, по родословному баснословию (1237) принял крещение с именем Захария. Одного корня с Зубовыми считали себя дворяне Баскаковы.
По документам дворяне Зубовы известны с XVI века, когда Игнатий Никитич Зубов был (1571) дьяком посольского приказа. В следующем столетии многие Зубовы служили стольниками и воеводами. Так, Дмитрий Иванович Зубов погиб († 1634) под Смоленском, а его сын Клементий под Конотопом († 1659).
В городе Плунге находится построенная Зубовыми Часовня Всех Святых, где захоронено несколько представителей рода.

## Представители

### XVII век
- Зубов Борис Васильевич — городовой дворянин Переславля-Залесского (1629);
- Зубов Иван Матвеевич — стольник (1627—1640);
- Зубовы: Фёдор Михайлович, Илья Иванович, Дмитрий Меньшой, Данила и Афанасий Ивановичи, Матвей и Алексей Игнатьевичи — московские дворяне (1627—1658);
- Зубовы: Степан Степанович и Дмитрий Борисович — стольники царицы Натальи Кирилловны (1671—1676), стольники (1686—1692);
- Зубов Илья Борисович — стольник царицы Натальи Кирилловны (1676—1677);
- Зубовы: Михаил Клементьевич, Иван Григорьевич. Венедикт Фёдорович, Поликарп, Клементий и Григорий Дмитриевичи, Василий Васильевич, Борис Афанасьевич — стряпчие (1640—1692);
- Зубов Лука Дмитриевич — московский дворян (1658—1692);
- Зубовы: Фёдор Васильевич, Степан Афанасьевич, Степан Клементьевич, Иван Дмитриевич — стольники (1658—1692)[3].

### XVIII век — современность
- Николай Васильевич 1-й Зубов (1699—1786) — член Коллегии экономии при Екатерине II[4].
∞(1) Татьяна Алексеевна, урождённая Трегубова.
∞(2) Агафья Ивановна, урождённая Наумова (?—1770), камер-юнгфера Елизаветы Петровны[5].
  - (1) Граф Александр Николаевич (1727—1795) — сенатор, обер-прокурор 1-го департамента Сената.
∞ Елизавета Васильевна, урождённая Воронова.
    - Граф Николай Александрович (1763—1805) — граф, обер-шталмейстер. Участник заговора с целью отстранения от власти или убийства Павла I. Соучастник убийства императора, нанёсший ему первый удар. 
∞ Наталья Александровна (рожд. Суворова; 1755—1844), единственная дочь фельдмаршала. Их сыновья обучались в Пажеском корпусе, при этом, в виде особого исключения, Александр I удовлетворил просьбу матери о том, чтобы они жили не в казарме, как остальные пажи, а на квартире инспектора классов К. О. Оде-де-Сиона[6].
      - Граф Александр Николаевич Зубов (1797—1875) — полковник русской императорской армии и камергер.
∞княжна Наталья Павловна, урождённая Щербатова (1801—1868). Супруги были знакомы с А. С. Пушкиным.
        - Граф Платон Александрович (1835—1890) — тайный советник (1885), благотворитель. 
∞Вера Сергеевна Плаутина (1845—1925).
          - Анна Платоновна (в замужестве фон Вольф; 1875—1946) — муж с 1897 года Николай Борисович фон Вольф (1866—1940).
          - Граф Александр Платонович Зубов (1877—1942) — умер бездетным.
          - Граф Сергей Платонович Зубов (1881—1964) — в 1906—1916 годах женат на графине Елизавете Александровне, урождённой Шереметевой (1884—1962); вторая жена с 1922 года Росарио Шиффнер де Лареха.
          - Граф Валентин Платонович Зубов (1884—1969) — русский искусствовед, доктор философии, основатель Института истории искусств, первый директор Дворца-музея в Гатчине[7]. В 1925 году эмигрировал во Францию, где занимался посредничеством при продаже произведений искусства, стал масоном. 
∞(1) 1907—1910: Софья (урождённая Иппа; 1886—1955).
∞(2) 1917—1918: Екатерина Гвидовна, (урождённая Пенгу; 1888—1966) — библиотекарь Института истории искусств[8].
∞(3) с 1923 года: графиня Анна Иосифовна (урождённая Бичунская, иначе — Бичуньска, 1898—1981) — дочь петербургского врача Иосифа Мееровича Бичунского, студентка Института истории искусств. В 1925 году эмигрировала с мужем во Францию, где приняла графский титул. Там супруги вместе зарабатывали посредничеством между коллекционерами искусства[9].
            - (1) Анастасия Валентиновна (в замужестве Беккер; 1908—2004) — врач в Штутгарте[8].
            - (2) Граф Иван Валентинович Зубов (1918—2015) — музыкант, концертмейстер Штутгартского камерного оркестра[8]. 
∞Иоанна Львовна, урождённая фон Боксбергер.
              - Графиня Татьяна Ивановна Зубова[8].
              - Графиня Ирина Ивановна Зубова[8].

      - Граф Платон Николаевич (1798—1855) — отставной ротмистр, служащий Министерства финансов. Окончил с отличием Пажеский корпус и так же, как и старший брат, был удостоен белой мраморной доски. С 1816 года — корнет. Обладая хорошим состоянием, живя в Москве и Петербурге, занимался коллекционированием предметов искусства. Награждён королём Франции в 1815 году орденом Лилии. Умер холостым.
      - Графиня Надежда Николаевна Зубова (1799—1800).
      - Вера Николаевна (в замужестве Мезенцева; 1800—1863) — супруга генерал-лейтенанта Владимира Петровича Мезенцева (1781—1833).
      - Любовь Николаевна  (в замужестве Леонтьева; 1802—1894) — супруга генерал-майора Ивана Сергеевича Леонтьева (1782—1824). Бо́льшую часть жизни провела в родовом имении Воронино Ярославской губернии. После смерти единственного сына Михаила (1824—1885) жила в московском Новодевичьем монастыре.
      - Ольга Николаевна (в замужестве Талызина; 1803—1882) — супруга камергера Александра Степановича Талызина (1795—1858), крестника Александра Суворова, участника кампании 1812—1813 годов. В браке имела пять дочерей и четверых сыновей. В течение 14 лет состояла председательницей Дамского общества попечительства о бедных в Москве, а после открытия Московского Мариинского института всю жизнь была его попечительницей. Её внучка Ольга Борисовна, урождённая Нейдгардт (1859—1944) была замужем за премьер-министром Петром Столыпиным.
      - Граф Валериан Николаевич (1804—1857) — обучался в Пажеском корпусе с 1817 по 1823 год, однако в списках выпускников не значится[6]. На военной, а также дипломатической службе в Коллегии иностранных дел. Унаследовав от матери имение Фетинино, в 1857 году он завещал его сестре Л. Н. Леонтьевой. Потомства не оставил.
∞ княжна Екатерина Александровна, урождённая Оболенская (1811—1843), фрейлина, внучка Юрия Нелединского-Мелецкого.

    - Граф Дмитрий Александрович (1764—1836) — генерал-майор. Единственный из братьев Зубовых, не участвовавший в заговоре против Павла I. 
∞Прасковья Александровна, урождённая Вяземская (1772—1835)[10].
      - Елизавета Дмитриевна (в замужестве Розен; 1790—1862) — супруга Григория Владимировича Розена. Кавалерственная дама ордена Святой Екатерины.
      - Граф Александр Дмитриевич Зубов (1792—1798).
      - Варвара Дмитриевна (в замужестве Сухтелен; 1799—?) — супруга Павла Петровича Сухтелена (1788—1835).
      - Граф Николай Дмитриевич (1801—1871) — камергер, шталмейстер. 
∞ графиня Александра Гавриловна Реймонд-Моден (1807—1839).
      - Екатерина Дмитриевна (в замужестве Пашкова; 1801—1821) — первая супруга генерал-майора Андрея Ивановича Пашкова (1792/3—1850).
      - Графиня Анна Дмитриевна (в замужестве Кнут) — супруга графа Кнут.

    - Ольга Александровна Жеребцова (1766—1849) — красавица-авантюристка. Участница заговора против Павла I. За две недели до убийства покинула пределы Российской империи.
    - Светлейший князь Платон Александрович (1767—1822) — генерал от инфантерии. Последний фаворит императрицы Екатерины II. Участник заговора против Павла I. От имени заговорщиков предъявил императору ультиматум и присутствовал при его убийстве. Имел несколько внебрачных детей, получивших фамилию Платонов. 
∞ с 1821 года: Текла Игнатьевна, урождённая Валентинович (1801—1873), дочь небогатого виленского шляхтича.
      - Светлейшая княжна Александра Платоновна Зубова (1822—1824) — единственный законный ребёнок светлейшего князя родилась через три недели после его смерти, рано умерла и похоронена рядом с отцом[11].

    - Граф Валериан Александрович (1771—1804) — генерал от инфантерии. Потерял ногу при подавлении восстания Костюшко в 1794 году. Участник заговора против Павла I, однако непосредственно в убийстве не участвовал из-за инвалидности. 
∞ (1) с 1803 года: Марианна (урождённая Любомирская; 1773—1810) — супруга польского магната Антония Потоцкого (1861—1801). С 1792 года, несмотря на замужество — любовница графа Валериана Зубова, который открыто с ней жил. Только в 1803 году, после смерти мужа, любовники узаконили свои отношения.
      - Елизавета Валериановна Воейкова, урождённая графиня Зубова — внебрачая дочь, кто была её мать, неизвестно.
      - (1) граф Платон Валерианович Зубов (1796—?) — внебрачный сын Валериана Александровича и Марианны Потоцкой, поскольку родился за 7 лет до свадьбы родителей. Умер в раннем детстве.

  - (1) Афанасий Николаевич Зубов (около 1738—1822) — правитель Курского наместничества, сенатор. Возвысился благодаря влиянию племянника Платона Александровича.
  - (2) Василий Николаевич Зубов (?—после 1799) — надворный советник. Супруга Татьяна Степановна Трегубова, за ней в приданое получил село Меховицы Ковровского уезда[5].
    - Николай Васильевич 2-й Зубов (? — 8 ноября 1812, село Меховицы) — генерал-майор, бывший адъютант генерал-фельдмаршала графа Ивана Салтыкова. В 1799 году отец объявил его душевнобольным[5]. Супруга — Анна Алексеевна Турчанинова (1780—1849).

К другой, менее сановной ветви того же рода принадлежит Пётр Алексеевич Зубов (1819—1880) — тайный советник, сенатор, член Государственного совета при Александре II.
|                                                                                               |  |                                                                                               |  |                                                         |
| Усыпальница Зубовых в Свято-Троицкой Сергиевой Приморской пустыни (Стрельна, Санкт-Петербург) |  | Шавлийский дворец Зубовых (ныне одно из зданий Шяуляйской академии Вильнюсского университета) |  | Усыпальница Зубовых в Донском монастыре (Москва) (1798) |

## Титулы и родовые гербы
Изначально Зубовы были нетитулованными дворянами и только 7 февраля 1793 года грамотой императора Франца II сенатор, тайный советник Александр Николаевич Зубов и сыновья его, генерал-адъютант, генерал-поручик Платон, генерал-майор Николай, камер-юнкер Дмитрий и генерал-майор Валериан Александровичи, возведены, с нисходящим их потомством, в графское Римской империи достоинство. На принятие этого титула и пользование им в России в том же году последовало Высочайшее соизволение. Русский посол Андрей Кириллович Разумовский, усиленно хлопотавший по этому делу в Вене, выбрал для них девиз: MERITIS CRESCUNT HONORES с лат. — «Заслуги возвышаются до почестей».

### Геральдические особенности
В графском гербе Зубовых имеется странность. В гербе изображен двуглавый орел, характерный для лиц, пожалованных титулом в Российской империи, в то время как Зубовы являлись графами другого государства — Священной Римской империи. В России они формально оставались нетитулованными дворянами. Историк Сергей Николаевич Тройницкий связывал подобную особенность не только с тем, что дипломы российских подданных изготавливались на их родине и лишь посылались на подпись к римскому императору, но также и с тем, что Зубовы рассчитывали скоро получить графское достоинство Российской империи и заранее составили подходящий герб. Однако, планы их, видимо, изменились, о чём по мнению Тройницкого, свидетельствовал диплом Платона Зубова на княжеское достоинство Священной Римской империи. В его многочастном щите наряду с элементами дворянского герба Зубовых присутствовали искаженные символы, заимствованные из герба герцога курляндского Бирона. Поскольку к 1796 году фавориту принадлежала большая часть бывших земель герцога в Курляндии, то такая схожесть оказывалась закономерной. Тройницкий считал, что у Зубова имелись какие-то далеко идущие планы, осуществлению которых помешала смерть Екатерины II.

### Графский герб
Герб дворян Зубовых, имеющих титул Римской империи графов : щит разделён крестообразно на четыре части, из которых в первой части в золотом поле изображён чёрный двуглавый коронованный орёл, с распростёртыми крыльями, имеющий в лапах скипетр и державу. Во второй части - в красном поле, полумесяц рогами в правую сторону обращённый и пятиугольная серебряная звезда. В третьей части - в голубом поле, видна в латы облечённая рука с мечом, вверх поднятым и золотой лук с колчаном, в котором означены стрелы. В четвёртой части - в золотом поле, три лилии голубого цвета. Щит увенчан обыкновенным шлемом с графской на нём короной. Намёт на щите голубой и красный, подложенный серебром и золотом. Щитодержатели: два казака с пиками. Под щитом надпись: Meritis crescunt honores.

### Княжеский герб

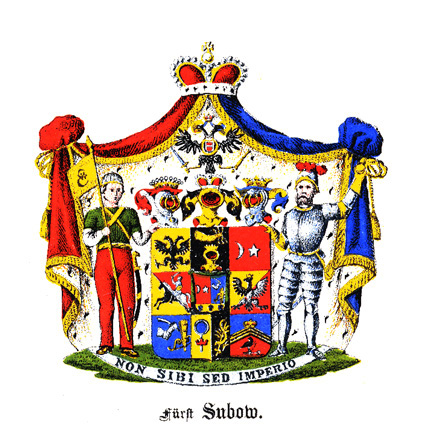

2 июня 1796 года граф Римской империи Платон Александрович Зубов возведён грамотой императора Франца II, с нисходящим его потомством, в княжеское Римской империи достоинство с титулом светлости. В том же году последовало высочайшее соизволение на принятие этого титула и пользование им в России. На щите герба Римской Империи князя Зубова, разделенном на восемь частей, посредине находится малый щиток, разрезанный горизонтально надвое. В его верхней части, в правом красном поле - серебряный полумесяц, рогами обращенный в правую сторону, и серебряная пятиугольная звезда. В левом голубом поле - рука в серебряных латах, держащая вверх поднятый меч; возле этой руки колчан с серебряными стрелами, поставленный внизу, на золотом луке. В нижней части - в золотом поле, три голубые лилии. Этот малый щиток, покрытый зеленым и серебряным наметом, имеет на поверхности увенчанный золотой шлем.
В первой части главного щита, на золотом поле, чёрный двуглавый орел. Во второй части, в чёрном поле, рука в золотых латах, бросающая громовые стрелы. В третьей части, в красном поле, серебряные полумесяц и пятиугольная звезда. Четвёртая часть разрезана диагонально на два поля, золотое и красное, в них находится ездок, скачущий на коне, меняющем свой цвет на золоте в — чёрный, а на краске — в серебро. Ездок держит в правой руке меч, а в левой руке — щит с Патриаршим крестом.
В пятой части, разделенной диагонально к правому нижнему углу на два поля, золотое и красное, изображен одноглавый орел, меняющий свой цвет на краске — в серебро, а на золоте – в чёрный. В шестой части, в голубом поле, рука в серебряных латах, с мечом, и возле неё поставлен колчан с серебряными стрелами на золотом луке. В седьмой части, в правом золотом поле, ручное зеркало, проходящее сквозь гражданскую красного цвета корону. В левом черном поле змей, держащий во рту золотую масличную ветвь и меч, который он обвивает своим хвостом. Восьмая часть по голубому и красному полям разделяется шестиполосным стропилом, составленным из золота и черного цвета, на поверхности которого видна золотая корона, а внизу, в красном поле, изображена серебряная птица с ветвью во рту, стоящая на такой же ветви, и сквозь которую виден продетый ключ.
На щите поставлены три увенчанных шлема: первый серебряной Графской короной, второй золотой Княжеской шапкой, над которой парит Римский Императорский черный орел, имеющий на груди коронованный малый щиток красного цвета с серебряной, горизонтально обозначенной полосой, окруженный золотой цепью, а в лапах держащий серебряный меч и золотой скипетр. Третий шлем железный, увенчан дворянской короной. Намет на щите серебряный и золотой, подложенный красным, чёрным и голубым цветами. Щитодержатели: с правой стороны сарматский всадник, а с левой стороны — воин, облеченный в латы. Щит весь покрыт мантией и шапкой, принадлежащими Княжескому достоинству. Внизу подпись: NON SIBI, SED IMPERIO.

### Герб дворян Зубовых
9 января 1908 года был утверждён герб нетитулованных дворян Зубовых, который во многом повторяет эмблемы графского и княжеского герба Зубовых, утвержденных ранее. Его щит поделён на четыре части. В первой золотой части чёрный лук с натянутой тетивой, рядом с ним вертикально чёрный колчан со стрелами. Во второй красной части вертикально серебряный полумесяц рогами вправо и рядом серебряная пятиконечная звезда. В третьей голубой части выходящая справа рука в серебряных латах держит серебряный с золотой рукояткой изогнутый меч. В четвёртой, золотой части, горизонтально в ряд три голубые геральдические лилии. Над щитом дворянский коронованный графской короной шлем. Нашлемник — три страусовых пера: среднее золотое, правое красное, левое голубое. Намёт на щите слева голубой и справа красный, подложенный золотом и серебром. Щитодержатели: два вооруженных казака с пиками в свойственных им одеждах.